# Fenway Sports Group
 (septembre 2024).
Si vous disposez d'ouvrages ou d'articles de référence ou si vous connaissez des sites web de qualité traitant du thème abordé ici, merci de compléter l'article en donnant les références utiles à sa vérifiabilité et en les liant à la section « Notes et références ».
 (septembre 2024).
Fenway Sports Group, anciennement New England Sports Ventures jusqu'en 2011, est une société à responsabilité limitée (SARL) fondée en 2001. Elle est propriétaire des Red Sox de Boston, des Penguins de Pittsburgh, du Liverpool FC et de la Roush Fenway Racing. Le principal actionnaire est John W. Henry.

## Associés
- John W. Henry - Principal propriétaire
- Thomas C. Werner - Président
- Thomas R. DiBenedetto
- LeBron James
- Michael Egan
- David Ginsberg
- Michael Gordon
- John A. Kaneb
- Seth Klarman
- Larry Lucchino
- Henry F. McCance
- Phillip H. Morse
- The New York Times Company
- Art Nicholas
- Frank Resnek
- Martin Trust
- Jeffrey Vinik (en)